# ACVRL1
ACVRL1 (англ. Activin A receptor like type 1) – білок, який кодується однойменним геном, розташованим у людей на короткому плечі 12-ї хромосоми. Довжина поліпептидного ланцюга білка становить 503 амінокислот, а молекулярна маса — 56 124.
| 10         |  | 20         |  | 30         |  | 40         |  | 50         |
| ---------- |  | ---------- |  | ---------- |  | ---------- |  | ---------- |
| MTLGSPRKGL |  | LMLLMALVTQ |  | GDPVKPSRGP |  | LVTCTCESPH |  | CKGPTCRGAW |
| CTVVLVREEG |  | RHPQEHRGCG |  | NLHRELCRGR |  | PTEFVNHYCC |  | DSHLCNHNVS |
| LVLEATQPPS |  | EQPGTDGQLA |  | LILGPVLALL |  | ALVALGVLGL |  | WHVRRRQEKQ |
| RGLHSELGES |  | SLILKASEQG |  | DSMLGDLLDS |  | DCTTGSGSGL |  | PFLVQRTVAR |
| QVALVECVGK |  | GRYGEVWRGL |  | WHGESVAVKI |  | FSSRDEQSWF |  | RETEIYNTVL |
| LRHDNILGFI |  | ASDMTSRNSS |  | TQLWLITHYH |  | EHGSLYDFLQ |  | RQTLEPHLAL |
| RLAVSAACGL |  | AHLHVEIFGT |  | QGKPAIAHRD |  | FKSRNVLVKS |  | NLQCCIADLG |
| LAVMHSQGSD |  | YLDIGNNPRV |  | GTKRYMAPEV |  | LDEQIRTDCF |  | ESYKWTDIWA |
| FGLVLWEIAR |  | RTIVNGIVED |  | YRPPFYDVVP |  | NDPSFEDMKK |  | VVCVDQQTPT |
| IPNRLAADPV |  | LSGLAQMMRE |  | CWYPNPSARL |  | TALRIKKTLQ |  | KISNSPEKPK |
| VIQ        |  |            |  |            |  |            |  |            |

A: Аланін

C: Цистеїн

D: Аспарагінова кислота

E: Глутамінова кислота

F: Фенілаланін

G: Гліцин

H: Гістидин

I: Ізолейцин

K: Лізин

L: Лейцин

M: Метіонін

N: Аспарагін

P: Пролін

Q: Глутамін

R: Аргінін

S: Серин

T: Треонін

V: Валін

W: Триптофан

Кодований геном білок за функціями належить до трансфераз, кіназ, серин/треонінових протеїнкіназ, рецепторів, фосфопротеїнів. 
Задіяний у такому біологічному процесі, як ангіогенез. 
Білок має сайт для зв'язування з АТФ, нуклеотидами, іонами металів, іоном магнію, іоном марганцю. 
Локалізований у клітинній мембрані, мембрані.